# Шомошкеш
Шомошкеш (рум. Șomoșcheș) — село у повіті Арад в Румунії. Входить до складу комуни Чермей.
Село розташоване на відстані 407 км на північний захід від Бухареста, 60 км на північний схід від Арада, 135 км на захід від Клуж-Напоки, 102 км на північний схід від Тімішоари.

## Населення
За даними перепису населення 2002 року у селі проживала 931 особа.
Національний склад населення села:
| Національність | Кількість осіб | Відсоток |
| -------------- | -------------- | -------- |
| румуни         | 836            | 89,8%    |
| цигани         | 94             | 10,1%    |

Рідною мовою назвали:
| Мова      | Кількість осіб | Відсоток |
| --------- | -------------- | -------- |
| румунська | 847            | 91,0%    |
| циганська | 83             | 8,9%     |